# HRS
HRS(HRS Co. Ltd.)는 대한민국의 실리콘 고무 기업이다. 본사는 경기도 평택시 팽성읍 추팔산단2길 7에 위치해 있다. 대표이사는 김진성이다.

## 역사
1978년 5월 개인기업으로 설립된 이후 1981년 6월 법인전환하였으며 2000년 5월 코스닥 시장에 상장하였다

## 참고 문헌
1. ↑  김용호, 한화투자증권 기업분석- HRS 2022년 9월 2일
2. ↑  이현욱, 이건재, IBK투자증권 Company Basic-HRS 2022.02.24
3. ↑  신근호, IBK투자증권 IBKS 스몰캡 주요 추천종목 -HRS
4. ↑  한국IR협의회 기술분석보고서-HRS, 2024.06.20.[깨진 링크(과거 내용 찾기)]